# تپه دوری جار
تپه دوری جار مربوط به دوران پارینه‌سنگی است و در شهرستان دلفان، بخش مرکزی، روستای کردکانه بالا واقع شده و این اثر در تاریخ ۱۰ مهر ۱۳۸۰ با شمارهٔ ثبت ۴۱۶۲ به‌عنوان یکی از آثار ملی ایران به ثبت رسیده است.